# 高氯酸锡
高氯酸锡是一种无机化合物，化学式为Sn(ClO4)4。它可由六氧化二氯和四氯化锡反应，得到(ClO2)2Sn(ClO4)6后在真空中热分解得到。红外和拉曼光谱表明该化合物中每个Sn周围存在两个单齿高氯酸根配体和四个桥联双齿高氯酸根配体。它和四氯化锡反应，可以得到SnCl2(ClO4)2。